# Coriscada
Coriscada es una freguesia portuguesa del concelho de Mêda, con 25,33 km² de superficie y 246 habitantes (2001). Su densidad de población es de 9,7 hab/km².